# Галинка (Березинський район)
Галинка (біл. вёска Галынка) — село в складі Березинського району Мінської області, Білорусь. Село підпорядковане Капланецькій сільській раді, розташоване в східній частині області.